# Чирков, Семён (комендант)
Семён Чирков (годы рождения и смерти неизвестны) - капитан Изюмского слободского казачьего полка, комендант Бахмутской крепости в начале XVIII века. Активный участник исследования и разработки каменноугольных месторождений Донетчины. 

## Биография
О рождении, смерти и годах военной службы Чиркова ничего не известно. Он стал известен лишь впоследствии, участвуя вместе с Никитой Вепрейским в разработке соляных месторождений в окрестностях Бахмута. В 1721 году, нуждаясь в топливе для солеварен, они взяли пробы каменного угля в урочище Скелеватом и на реке Белой. Образцы угля в необходимом количестве были отправлены в Берг-коллегию в Санкт-Петербурге. Опыты показали высокое качество найденного угля. Из Белгородской провинции было отправлено примерно 200 работников для добычи каменного угля, организованной Вепрейским и Чирковым в 1723 году. В письме Камер-коллегии от 23 января 1724 года они описывают созданную ими шахту следующим образом:
«…оное уголье окаповано в горе по мере: в длину пятнацать сажен, а вышину десять сажен. И оное земляное уголье употребляетца ныне на бахмуцкие соляные заводы в казенные кузницы на латание солеваренных сковород и на прочие поделки.